# Mr. Do!
Mr. Do! (ミスタードゥ Misutā Dō?) är ett arkadspel från 1982, skapat av Aruze. Spelet påminner om Namcos populära Dig Dug, och är det första i Mr. Do-serien, och sålde over 30 000 exemplar i USA. I Japan släpptes en remake under titeln Neo Mr. Do! (ネオミスタードゥ Neo Misutā Dō?). Spelet förekom ofta i TV-programmet Starcade 1983.

## Handling
Snögubben Mr. Do (i västerländska versioner en clown) skall samla poäng genom att gräva tunnlar genom marken, samt samla körsbär. Han blir jagad av röda, dinosaurie-liknande, monster och förlorar ett liv om han blir tagen av dem.

### Fotnoter
1. ↑  ”Mr. Do! (Arcade)” (på engelska). Mobygames. 12 mars 1982. http://www.mobygames.com/game/arcade/mr-do. Läst 16 maj 2014.